# 2013년 대만의 텔레비전 드라마 목록
다음은 2013년에 타이완의 텔레비전에서 방송되었던 드라마 프로그램을 나열한 목록이다.

## 작품 목록
- 《K가 정인 몽》
- 《김대화적화려모험》
- 《대흥모여소야랑》
- 《량개파파》
- 《아, 친일하》
- 《올유명자적첨점점》
- 《미미적상념》
- 《미인용탕》
- 《섬혼》
- 《아애니애니애아》
- 《애미남녀》
- 《애적생존지도》
- 《애정ATM》
- 《영웅》
- 《우견행복300천》
- 《원래시미남》
- 《우애일가인》
- 《종극일반3》
- 《진애흑백배》
- 《창포후》
- 《취시요니애상아》
- 《친애적, 아애상별인요》
- 《행복선택제》
- 《행복포공영》
- 《희도애이전》

## 같이 보기
- 타이완의 텔레비전 드라마 목록
- 2010년대 타이완의 텔레비전 드라마 목록